# Aloe amicorum
Aloe amicorum ist eine Pflanzenart der Gattung der Aloen in der Unterfamilie der Affodillgewächse (Asphodeloideae). Das Artepitheton amicorum stammt aus dem Lateinischen, bedeutet ‚der Freunde‘ und verweist auf die Freunde der Expedition vom Mountain Club of Kenya.

## Beschreibung

### Vegetative Merkmale
Aloe amicorum wächst stammbildend und verzweigt spärlich nahe der Basis. Die hängenden Triebe erreichen eine Länge von 112 Zentimeter sowie einen Durchmesser von 2,5 Zentimeter und sind mit den toten, scheidigen Blattbasen bedeckt. Die sichelförmigen Laubblätter bilden lockere Rosetten. Die bläulich grüne, in der Sonne purpurrot überhauchte Blattspreite ist 46 Zentimeter lang und 5,5 Zentimeter breit. Manchmal ist sie auf der leicht rauen Oberseite mit wenigen, zerstreuten, weißlichen Flecken besetzt. Die rot gespitzten Zähne am schmalen, weißen, hornigen Blattrand sind 1 Millimeter lang und stehen 8 bis 10 Millimeter voneinander entfernt. An der stumpfen Blattspitze befinden sich ein bis zwei Zähne. Der gelbe Blattsaft ist trocken bräunlich gelb.

### Blütenstände und Blüten
Der aufsteigende, fast horizontale Blütenstand besteht aus sechs, leicht weiß bereiften Zweigen und erreicht eine Länge von 76 Zentimeter. Die lockeren Trauben sind 8 bis 27 Zentimeter lang und bestehen aus einseitswendigen Blüten. Die dreieckigen Brakteen weisen eine Länge von 3,5 Millimeter auf und sind 2,5 Millimeter breit. Die zinnoberroten, leicht weißlich bereiften Blüten stehen an 8 Millimeter langen Blütenstielen. Die Blüten sind 28 Millimeter lang und an ihrer Basis gestutzt. Die Zipfelränder sind cremeweiß. Auf Höhe des Fruchtknotens weisen die Blüten einen Durchmesser von 11 bis 12 Millimeter auf. Darüber sind sie auf 7 Millimeter verengt. Ihre äußeren Perigonblätter sind auf einer Länge von etwa 10 Millimeter nicht miteinander verwachsen. Die Staubblätter und der Griffel ragen 3 bis 5 Millimeter aus der Blüte heraus.

## Systematik und Verbreitung
Aloe amicorum ist in Kenia im Marsabit County auf den Kanten steiler Felsflächen in Höhen von etwa 1450 Metern verbreitet. Die Art ist nur vom Typusfundort bekannt.
Die Erstbeschreibung durch Leonard Eric Newton wurde 1991 veröffentlicht.

## Nachweise